# Palett (kosmetik)

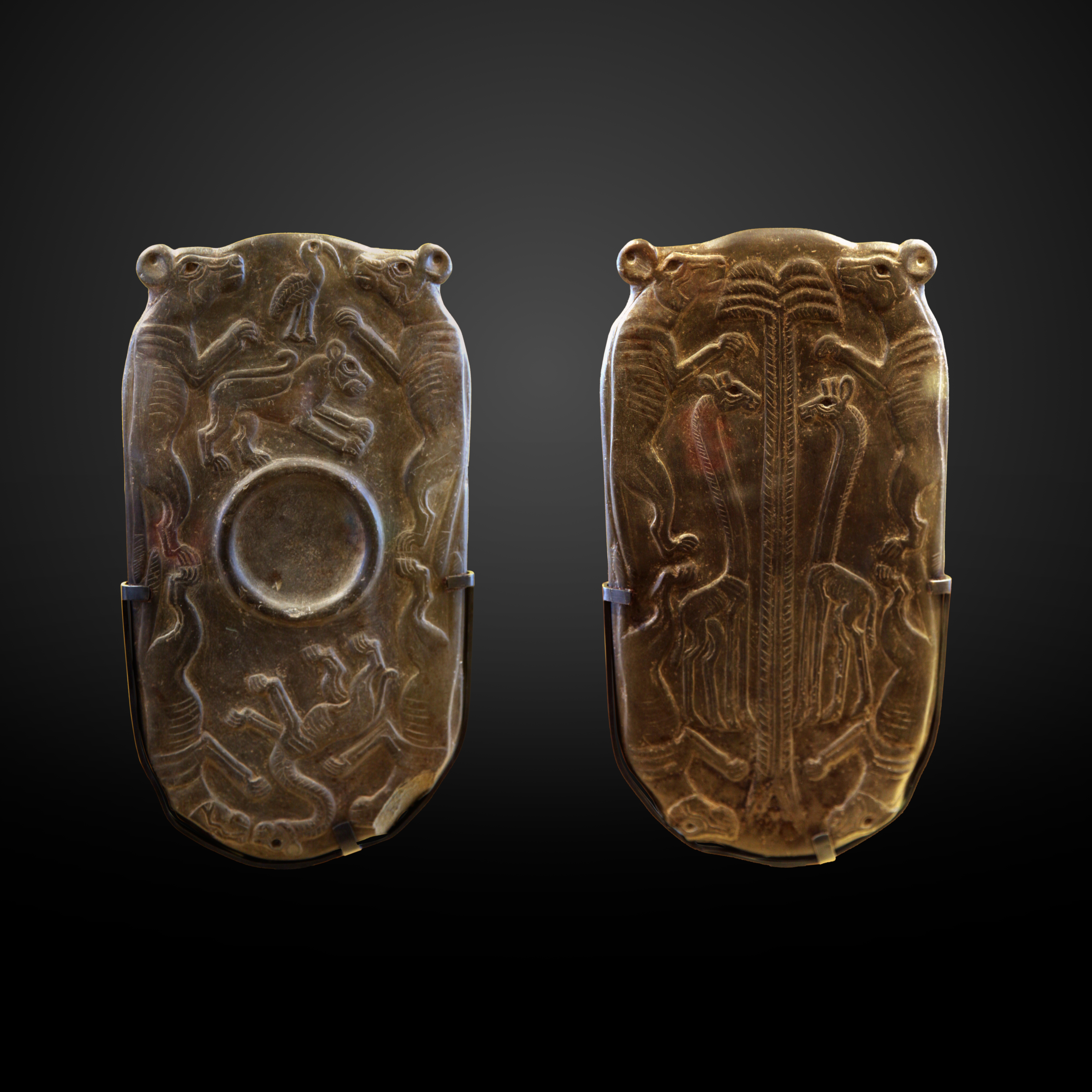
Hundpaletten i Louvren, från fördynastisk tid i Egypten

Palett är en typ av stenplatta som ursprungligen användes för att mala beståndsdelar till kosmetika och senare fått en mer dekorativ funktion. De tidigaste paletterna har funnits i Egypten i fördynastisk tid, innan år 3100 f. Kr. De tillverkades vanligen av mjuka bergarter som skiffer. Paletter med motiv har utgjort viktiga arkeologiska fynd från det forntida Egypten. Bland de mest kända är den så kallade Narmerpaletten.